# Rio Embu-Mirim
O rio Embu-Mirim é um curso de água localizado no oeste da Região Metropolitana de São Paulo, no estado de São Paulo, Brasil. Tem suas nascentes no município de Embu das Artes, próximo à divisa com Cotia, e segue em direção aos municípios de Itapecerica da Serra e São Paulo, até desaguar na represa de Guarapiranga.

## Características
Antigamente, seu nome era rio M'Boi Mirim. Posteriormente, a grafia foi modificada para Embu-Mirim. Foi este rio que deu origem ao nome da região de M'Boi Mirim, no município de São Paulo.
O rio Embu-Mirim atravessa o centro histórico de Embu das Artes e também atravessa um trecho do Rodoanel Sul, próximo à Rodovia Régis Bittencourt.
No projeto do Rodoanel, foram criadas novas áreas de preservação das várzeas do rio, próximas de onde a rodovia o margeia, como compensação ambiental.
O rio cruza a estrada do M'Boi Mirim em um trecho de áreas ocupadas irregularmente nos municípios de Itapecerica e São Paulo que despejam esgoto não tratado diretamente no seu leito, tornando-o altamente poluído próximo a sua foz.
É o segundo maior tributário da represa de Guarapiranga, sendo responsável por cerca de 34% do volume desta, apenas atrás do rio Embu-Guaçu.

## Topônimo
Segundo o tupinólogo Eduardo Navarro, o topônimo "Embu-Mirim" se originou do tupi antigo mboîmirĩ, que significa "cobra pequena" (mboîa, "cobra" + mirĩ, "pequena").